# Ctenopteris smithiana
Ctenopteris smithiana là một loài dương xỉ trong họ Polypodiaceae. Loài này được Kze., Zoll. mô tả khoa học đầu tiên năm 1854.
Danh pháp khoa học của loài này chưa được làm sáng tỏ. 